# 阿玉錫

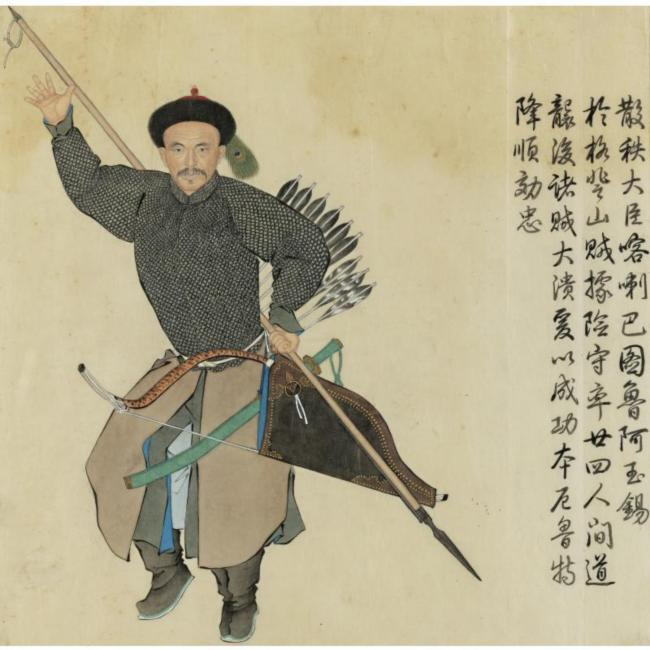
阿玉錫

阿玉錫（穆麟德轉寫：Ayusi，？年—1768年），準噶爾人，清朝大臣，勇號喀喇巴圖鲁（穆麟德轉寫：Kara Baturu）。

## 生平
原準噶爾屬司牧臣，因事犯法獲罪應剉臂，乾隆十五年（1750年）九月，向清朝西寧辦事大臣班第投降。後授官侍衛、四品翼領。乾隆十九年（1754年），補授扎哈沁部翼长。
二十年（1755年）春季，第一次平準戰爭，清軍大舉西征達瓦齊。正月二十七日，阿玉錫請求從軍獲准。五月初，定邊左副將軍阿睦爾撒納率清軍主力度伊犁河，與佔據格登山保護游牧牲畜的達瓦齊對峙。五月十四日夜間，阿玉錫率領原杜爾伯特部宰桑巴圖濟爾噶爾、察哈什及騎兵22人偵查達瓦齊大營，發現準噶爾軍警備鬆弛，未及通知後方清軍，立即發動夜襲，衝入準噶爾營地，大肆放槍、吶喊，準軍驚潰大亂，達瓦齊約2,000人脫逃，至黎明清軍主力前來接應，準軍6,500餘人投降，包含台吉20人、宰桑4人、宰桑子弟25人及達瓦齊妻兒與親兵500餘人。
六月初五日，因戰功卓著，升授散秩大臣。秋七月。命阿玉錫入覲，由畫工郎世寧仿照其持矛盪寇之像畫成《阿玉錫持矛盪寇圖》，現藏於國立故宮博物院。八月，阿睦爾撒納反叛，阿玉錫奉派前往烏里雅蘇臺軍營效力，並賞給銀兩，清廷計劃事平後由阿玉錫接管阿睦爾撒納游牧勢力。
二十五年（1760年），兼鑲黃旗察哈爾厄魯特散秩大臣。

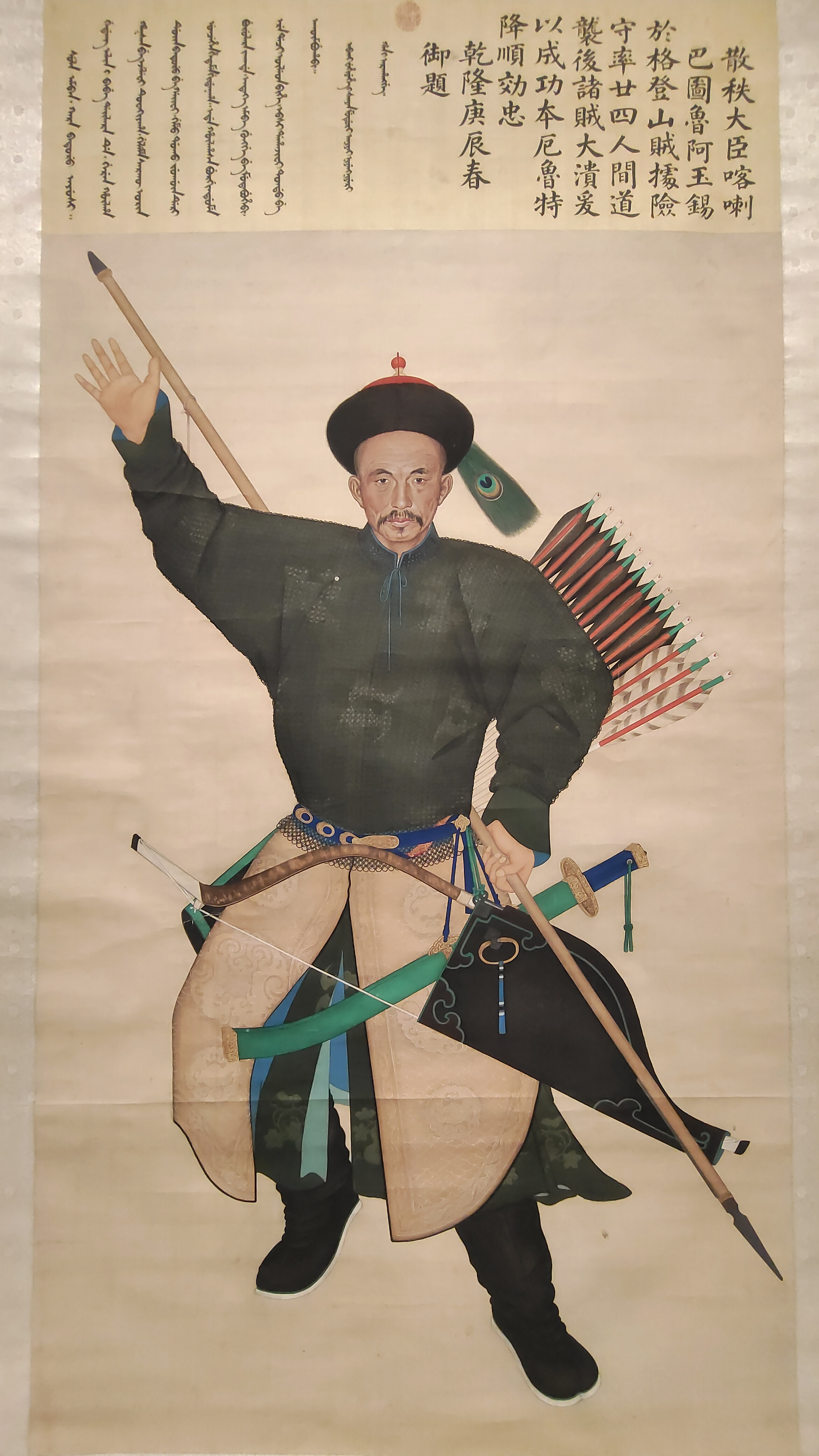
清乾隆御題阿玉錫像圖軸，絹本設色，攝於天津博物館内

三十三年（1768年）六月，病逝。